# Midland (Band)
Midland ist ein US-amerikanisches Countrytrio aus Texas.

## Bandgeschichte
Ursprünglich lernten sich die drei Bandmitglieder in Los Angeles kennen. Cameron Duddy war eigentlich Regisseur für Musikvideos und unter anderem am Video zu Locked Out of Heaven von Bruno Mars beteiligt, wofür er einen MTV Video Music Award bekam. Als er Jess Carson traf, schlossen sich beide einer Band an und machten eine Zeitlang Musik, bis Carson fortzog. Mark Wystrach, Schauspieler und Unterhosenmodel, war ein weiterer Freund von Duddy. Als Duddy im August 2013 heiraten wollte, lud er seine beiden Freunde ein. Nebenbei fanden sie noch Zeit, gemeinsam Musik zu machen. Nachdem die Hochzeit vollzogen worden war, beschlossen sie, die Band Midland zu gründen, und sie zogen dafür nach Dripping Springs in Texas.
Es dauerte bis zum März 2016, bis sie einen Plattenvertrag mit dem Label Big Machine abschließen konnten. Nur ein halbes Jahr später erschien ihre Debüt-EP mit dem Bandnamen als Titel. Es war der darauf enthaltene Song Drinkin’ Problems, der ihnen zum Durchbruch verhalf. Das Lied wurde zum Radiohit und schaffte 2017 den Einstieg in die offiziellen Singlecharts. Das Lied brachte es auf zwei Platinauszeichnungen. Auch die EP kam in die Charts und stieg in die Top 40 der Countryalben. Noch im selben Jahr legten sie ihr Debütalbum On the Rocks nach und schafften es damit in den Verkaufscharts bis auf Platz 20 und bei den Countryalben auf Platz 2. Sogar in Großbritannien und in der Schweiz konnte das Album eine Chartplatzierung erreichen. Daraufhin erhielten sie bei den ACM Awards im Jahr darauf die Auszeichnung als Newcomerband des Jahres. Dazu kamen zwei Grammy-Nominierungen für den Song Drinkin’ Problems. Ein zweiter größerer Hit aus dem Debütalbum war Burn Out, der Goldstatus erreichte.
Bereits 2019 folgte das nächste Album des Trios mit dem Titel Let It Roll. Es stieg auf Platz 1 der Countrycharts ein und übertraf auch in den offiziellen Charts mit Platz 16 die Platzierung des ersten Albums.

## Diskografie

### Alben
| Jahr | Titel                           | Höchstplatzierung, Gesamtwochen, AuszeichnungChartplatzierungen (Jahr, Titel, Platzierungen, Wochen, Auszeichnungen, Anmerkungen) | Höchstplatzierung, Gesamtwochen, AuszeichnungChartplatzierungen (Jahr, Titel, Platzierungen, Wochen, Auszeichnungen, Anmerkungen) | Höchstplatzierung, Gesamtwochen, AuszeichnungChartplatzierungen (Jahr, Titel, Platzierungen, Wochen, Auszeichnungen, Anmerkungen) | Höchstplatzierung, Gesamtwochen, AuszeichnungChartplatzierungen (Jahr, Titel, Platzierungen, Wochen, Auszeichnungen, Anmerkungen) | Anmerkungen                               |
| Jahr | Titel                           | CH | UK | US | Country | Anmerkungen                               |
| ---- | ------------------------------- | --- | --- | --- | --- | ----------------------------------------- |
| 2016 | Midland                         | — | — | — | Country38 (12 Wo.)Country | Erstveröffentlichung: 28. Oktober 2016 EP |
| 2017 | On the Rocks                    | CH82 (1 Wo.)CH | UK75 (1 Wo.)UK | US20 (5 Wo.)US | Country2 (39 Wo.)Country | Erstveröffentlichung: 22. September 2017  |
| 2019 | Let It Roll                     | CH71 (1 Wo.)CH | — | US16 (2 Wo.)US | Country1 (4 Wo.)Country | Erstveröffentlichung: 23. August 2019     |
| 2022 | The Last Resort: Greetings From | — | — | — | Country37 (1 Wo.)Country | Erstveröffentlichung: 6. Mai 2022         |
| 2024 | Barely Blue                     | — | — | — | — | Erstveröffentlichung: 20. September 2024  |

### Singles
| Jahr | Titel Album                   | Höchstplatzierung, Gesamtwochen, AuszeichnungChartplatzierungen (Jahr, Titel, Album, Platzierungen, Wochen, Auszeichnungen, Anmerkungen) | Höchstplatzierung, Gesamtwochen, AuszeichnungChartplatzierungen (Jahr, Titel, Album, Platzierungen, Wochen, Auszeichnungen, Anmerkungen) | Anmerkungen                              |
| Jahr | Titel Album                   | US | Country | Anmerkungen                              |
| ---- | ----------------------------- | --- | --- | ---------------------------------------- |
| 2017 | Drinkin’ Problem On the Rocks | US45 ×5Fünffachplatin · (20 Wo.)US | Country4 (27 Wo.)Country | Erstveröffentlichung: 27. Februar 2017   |
| 2017 | Make a Little On the Rocks    | US— GoldUS | Country23 (20 Wo.)Country | Erstveröffentlichung: 25. September 2017 |
| 2018 | Burn Out On the Rocks         | US63 Platin · (9 Wo.)US | Country11 (38 Wo.)Country | Erstveröffentlichung: 9. April 2018      |
| 2019 | Mr. Lonely Let It Roll        | — | Country31 (23 Wo.)Country | Erstveröffentlichung: 15. April 2019     |
| 2020 | Cheatin’ Songs Let It Roll    | US— GoldUS | Country41 (14 Wo.)Country | Erstveröffentlichung: 21. Januar 2020    |

## Auszeichnungen
- ACM Award 2018: New Vocal Duo or Group of the Year[1]